# 巴贝里尼广场

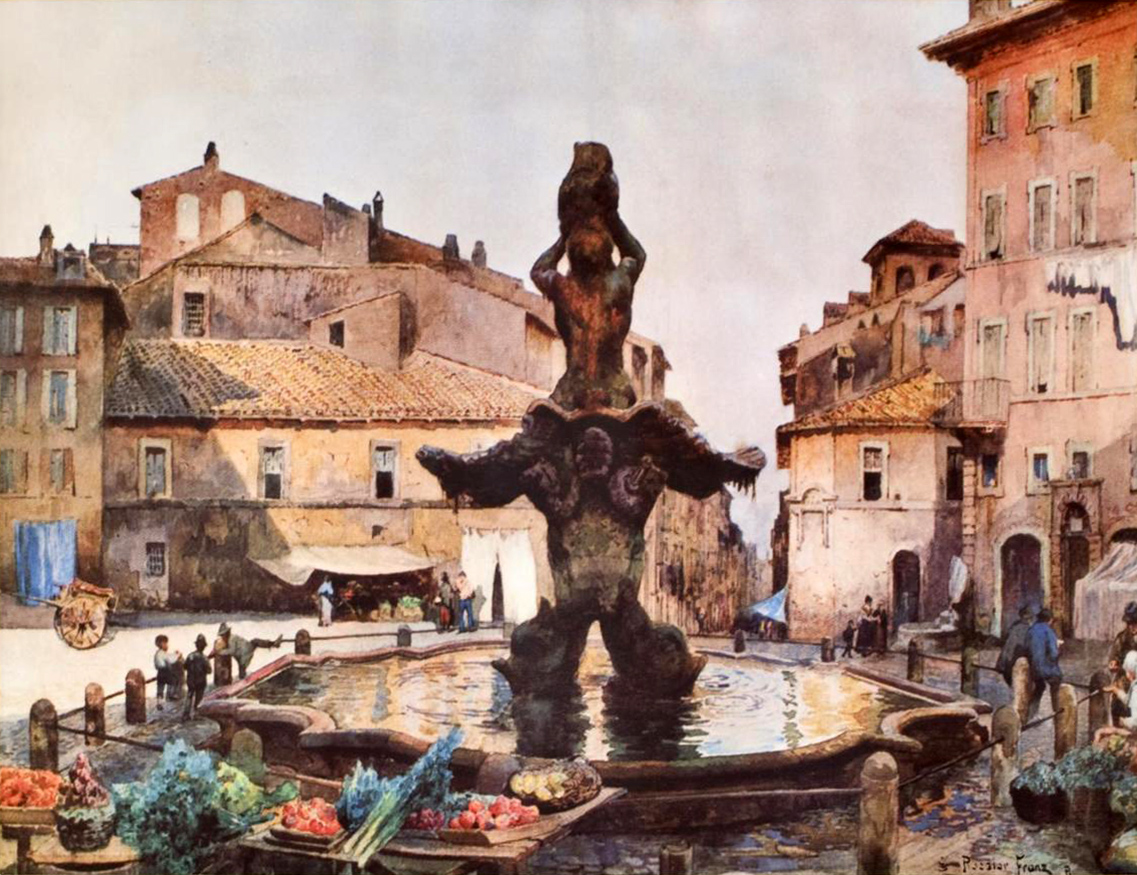
巴贝里尼广场，19世纪绘画

41°54′14″N 12°29′18″E / 41.90389°N 12.48833°E
巴贝里尼广场（義大利語：Piazza Barberini）是罗马市中心的一个大型广场，始建于16世纪。1625年以附近的巴贝里尼宫命名。广场上有著名的特里同喷泉。
今日此处是一大型道路交叉口，也是一个地铁车站。